# Emanuel Adriaenssen
Emanuel Adriaenssen (Antwerpen, tussen 1540/55 – aldaar, februari 1604) was een Zuid-Nederlandse luitspeler, leraar en componist.

## Leven
Adriaenssen ging in 1574 naar Rome om te studeren. Met zijn broer Gysbrecht begon hij in Antwerpen een luitschool. Hij was een gegoed burger en verkeerde in hogere kringen waar hij zijn luitkunst ten gehore bracht. Hij kocht op vier jaar tijd twee huizen op de Meir. Met zijn vrouw had hij zeven kinderen. Twee van zijn zonen werden succesvolle schilders: de tweede zoon Alexander Adriaenssen was gespecialiseerd in stillevens terwijl de jongere zoon Vincent Adriaenssen bekend werd als een schilder van landschappen, veldslagen en jachtvoorstellingen.  De jongste zoon Niclaes Adriaenssen werd een portretschilder.

## Werk
Adriaenssen was invloedrijk door de publicatie van het Pratum Musicum (Antwerpen, 1584) (met wijzigingen herdrukt tot 1600). Het boek bevat ongeveer 85 fantasieën, lied- en danstabulaturen. Het bevat stukken voor luit solo en zettingen van madrigalen voor verschillende luiten en stemmen die de muziekwetenschapper nogal wat didactische informatie verlenen over de uitvoeringspraktijken van de Renaissance.
De Franse luittabulaturen betreffen vaak versies van werken van enkele van de meest vooraanstaande componisten van die tijd; Italiaanse madrigalen, Franse en Vlaamse liederen, motetten en "Napolitaanse liederen", luitfantasia’s en dansmuziek, gezet voor luitsolo en voor luit en twee melodie-instrumenten, Duitse en Engelse stukken voor luit. De meeste vocale stukken zijn in het Italiaans. De Napolitaanse liederen met hun kwintparallellen (niet noodzakelijk op Italiaanse tekst, het betreft hier veeleer een stijlaanduiding) vertonen een meer boers karakter. Eén ervan, Del crud’amor, heeft een bijna Oosters karakter. Verschillende dansen voor luit solo neigen ook naar het boerse. Een minderheid vormen de liederen in het Frans (9), in het Nederlands (4) en die met zowel een Franse als een Nederlandse (vertaalde) tekst (2). In het Italiaanse lied Fiamenga freda komen enkele Nederlandse woorden voor: Niet te verstaen. De Allemande "Slaepen gaen" is afkomstig van het oorspronkelijke Duitse lied Was woll’n wir auf den Abend tun ? Schlafen woll’n wir gehn, ihr Magdlein, wollt ihr mit uns gehn ? en de Allemande Nonnette is waarschijnlijk afkomstig van het Duitse lied Ich gieng einmal spazieren.
Alle vocale composities zijn geplaatst in een Italiaans kader, zoals blijkt uit de volgende indeling:
| Indeling van de vocale composities in Pratum Musicum                                                                                          |
| --- |
| a quatro a cinque a sei carmina duabus testudinibus accommoda(ta) carmina 3. testud(inibus) carmina 4. testud(inibus) cantiones napolit(anae) |

De categorieën, aangeduid in het Italiaans of Latijn, zijn ontleend aan de Italiaanse muziek. Onder de cantiones napolitanae bevinden zich ook 2 Nederlandse en 2 Franse liederen. De Italiaanse invloed strekt zich soms uit tot de teksten zelf. Een voorbeeld is het lied Als ick u vinde van Hubertus Waelrant. De strofen zijn naar het voorbeeld van de Italiaanse versleer gebouwd als een canzone met drie endecasyllabische verzen:
| Als ick u vinde (Hubertus Waelreant/Emanuel Adriaenssen)                                                                |
| --- |
| Als ick u vinde met u spil en spinrock Met u schoon handen ende roode wanghen, Dan vind ic dat ic ben van u ghevanghen. |

Nieuw ten opzichte van de vroegere Nederlandse liederen is het alternerende versritme van dit lied. Ook in de andere liederen treffen we soms een alternerend versritme aan, of een andersoortig vast ritme. Dat laatste is het geval in het anonieme Tsou een meisken gaen om wijn, waarvan het refrein luidt: Hout u canneken proper Dianneken,/Hout u canneken vaste.
De positie van het Nederlands in de muziek was in deze tijd bijzonder zwak en geheel van karakter veranderd ten opzichte van de voorafgaande decennia. In de latere uitgaven van het Pratum musicum (Novum Pratum Musicum uit 1592 en Pratum Musicum editio nova uit 1600) zijn de Nederlandse stukken verdwenen, en zelfs de twee vertalingen. Adriaenssen gebruikte het Nederlands, anders dan in vroegere 16de-eeuwse bundels met Nederlandse liederen, eigenlijk als een dialect, een taal die slechts geschikt is in bepaalde situaties.
De stijl van Adriaenssen kan men omschrijven als een vooruitstrevende naar barok neigende stijl. Omwille van zijn omvang en zijn muzikaal gehalte is het werk van Adriaenssen van groot belang geweest voor de ontwikkeling van de luitmuziek in de Lage Landen.
Het Pratum Musicum kreeg veel bijval vanaf zijn eerste verschijning. Zo heeft men de prijs van het werk teruggevonden in een dagboek van Christoffel Plantijn. Exemplaren van het Pratum Musicum zijn teruggevonden in de bibliotheken van Filips van Marnix van Sint-Aldegonde, Constantijn Huygens en koning Johan IV van Portugal.
- Bibliothèque nationale de France: cb13890603h (data)
- Gemeinsame Normdatei: 124841384
- International Standard Name Identifier: 0000 0000 8376 2991
- Library of Congress Control Number: n83134773
- Nationale Bibliotheek van Letland: 000293872
- MusicBrainz: 3c939ae4-01e9-4b8e-9492-2c6420b1f511
- Nationale Bibliotheek van Tsjechië: xx0002838
- Nationale Bibliotheek van Israël: 987012590676305171
- Nederlandse Thesaurus van Auteursnamen: 070225583
- Istituto Centrale per il Catalogo Unico: NAPV099697
- Système universitaire de documentation: 152128166
- Trove: 1002403
- Virtual International Authority File: 42024419
- WorldCat: E39PBJfmktqF3Rdp4Qtwy4jXBP